# E.T. the Extra-Terrestrial
E.T. the Extra-Terrestrial är en amerikansk science-fiction-film från 1982, regisserad och producerad av Steven Spielberg, med manus av Melissa Mathison. I huvudrollerna ses Henry Thomas, Dee Wallace, Robert MacNaughton, Drew Barrymore och Peter Coyote. Filmen hade biopremiär i USA den 11 juni 1982.

## Handling
Filmen handlar om en liten pojke vid namn Elliott som blir vän med en utomjording, kallad E.T., som har blivit strandsatt på jorden. Elliott och hans syskon hjälper utomjordingen att återvända hem, och samtidigt försöka hålla honom gömd från deras mamma och de lokala myndigheterna.

## Rollista i urval
| Roll            | Skådespelare       | Svenska röster   |
| --------------- | ------------------ | ---------------- |
| Elliott         | Henry Thomas       | Niels Pettersson |
| Mary            | Dee Wallace        | Sharon Dyall     |
| Michael         | Robert MacNaughton | Tin Carlsson     |
| Gertie          | Drew Barrymore     | Alvia Elfstrand  |
| Man med nycklar | Peter Coyote       | Mikael Roupé     |
| Greg            | K. C. Martel       | Jesper Adefelt   |
| Steve           | Sean Frye          | Leo Hallerstam   |
| Tyler           | C. Thomas Howell   | Tobias Swärd     |
| Skolflicka      | Erika Eleniak      | Ingen            |
| E.T. (röst)     | Pat Welsh          | Adam Fietz       |

## Om filmen
Filmen gavs ut av Universal Pictures, och som snabbt blev en framgångsrik blockbuster-film. Den överträffade filmen Stjärnornas krig till att bli den mest inkomstbringande filmen genom tiderna, ett rekord som filmen höll i tio år till biopremiären av Jurassic Park, en annan film som Spielberg har regisserat, 1993.
Ett flertal filmkritiker har hyllat filmen som en tidlös berättelse om vänskap, och det rankas som den största science fiction-filmen som någonsin gjorts enligt en undersökning från Rotten Tomatoes. Filmen fick en utgåva år 1985 och sedan igen år 2002 för att fira filmens 20-årsjubileum, med förändrade filmeffekter och ytterligare scener. En blu-ray-utgåva av filmen gavs ut år 2012 för att fira filmens 30-årsjubileum.
Filmen dubbades till svenska av Sun Studio inför 20-årsjubiléet år 2002.

### Inspelning

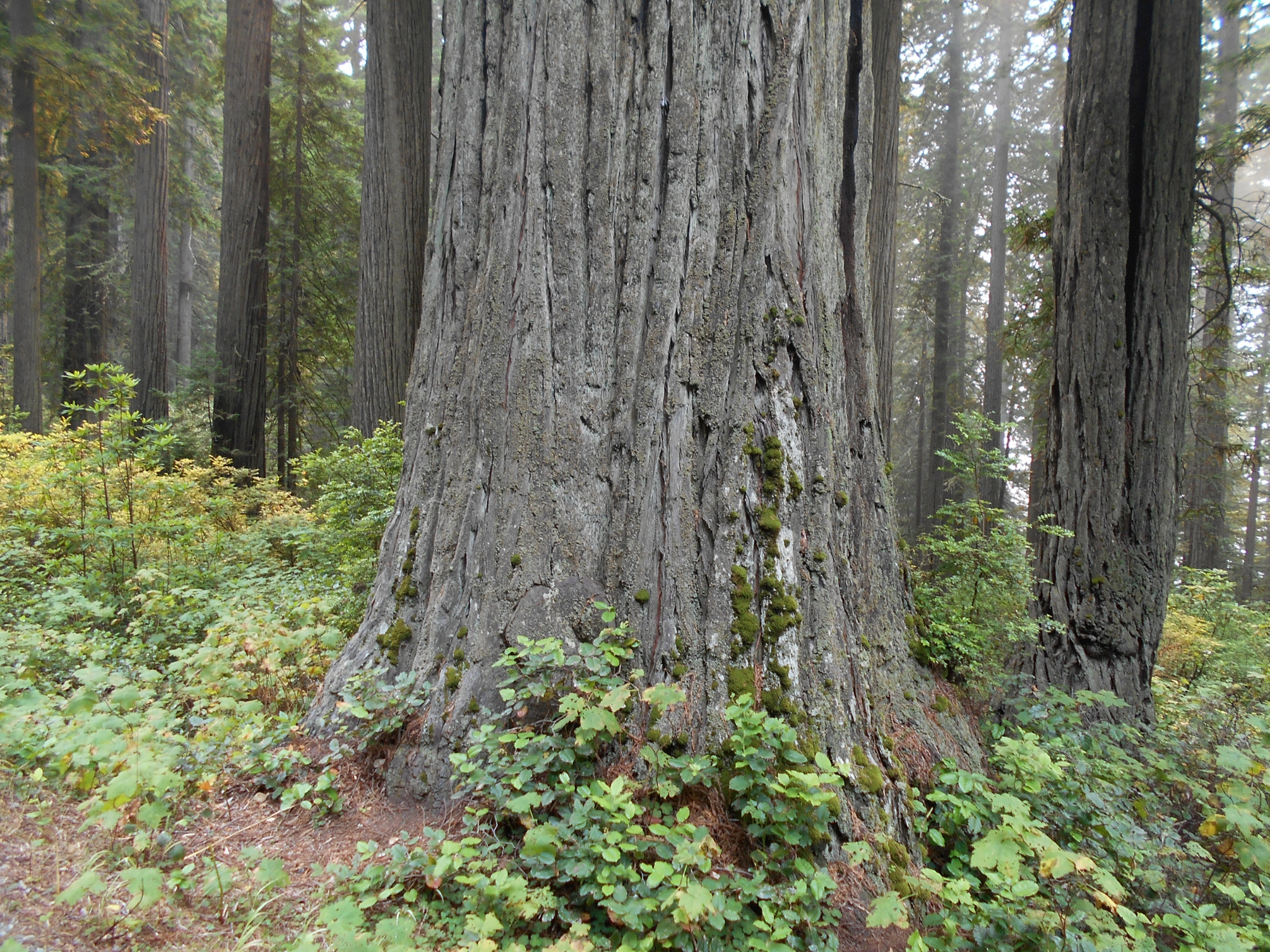
Skogarna utanför Crescent City, där skogsscenerna spelades in.

Stora delar av filmen spelades in i San Fernando Valley i Kalfironien.

## Nomineringar och priser
| Pris         | Kategori                  | Mottagare                                                     | Resultat  |
| ------------ | ------------------------- | ------------------------------------------------------------- | --------- |
| Oscar        | Bästa film                | Steven Spielberg, Kathleen Kennedy                            | Nominerad |
| Oscar        | Bästa regi                | Steven Spielberg                                              | Nominerad |
| Oscar        | Bästa originalmanus       | Melissa Mathison                                              | Nominerad |
| Oscar        | Bästa filmmusik           | John Williams                                                 | Vann      |
| Oscar        | Bästa ljud                | Robert Knudson, Robert Glass, Don Digirolamo, Gene Cantamessa | Vann      |
| Oscar        | Bästa ljudredigering      | Charles L. Campbell, Ben Burtt                                | Vann      |
| Oscar        | Bästa foto                | Allen Daviau                                                  | Nominerad |
| Oscar        | Bästa klippning           | Carol Littleton                                               | Nominerad |
| Oscar        | Bästa specialeffekter     | Carlo Rambaldi, Dennis Muren, Kenneth Smith                   | Vann      |
| Golden Globe | Bästa regi                | Steven Spielberg                                              | Nominerad |
| Golden Globe | Bästa film - Drama        | Steven Spielberg                                              | Vann      |
| Golden Globe | Bästa filmmusik           | John Williams                                                 | Vann      |
| Golden Globe | Bästa manus               | Melissa Mathison                                              | Nominerad |
| Golden Globe | Årets nya manliga stjärna | Henry Thomas                                                  | Nominerad |